# 八月踊

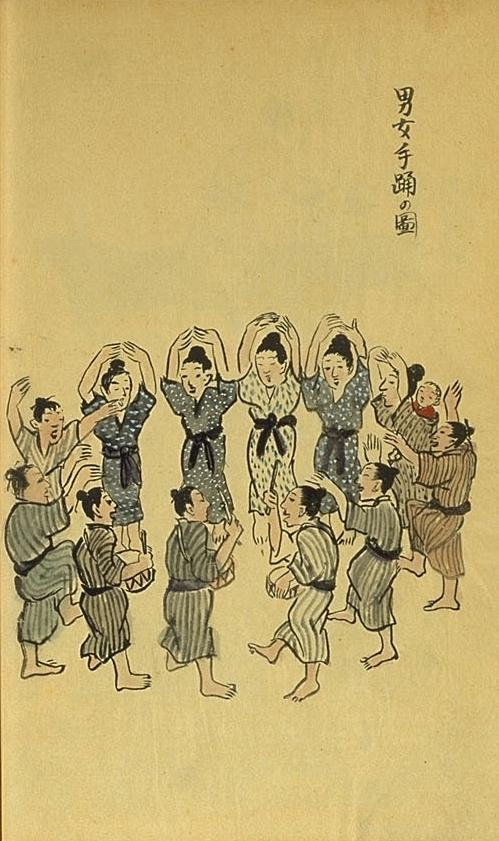
奄美群島の代表的行事「八月踊り」

八月踊（はちがつおどり）は、鹿児島県、沖縄県で、旧暦八月にイネの収穫を祝って踊られる踊りである。日程は集落毎に異なるが、数日かけて、時には夜通しで集落内の全戸を順に回りながら路や庭で踊る習わしであった。現在は、簡略化されて、集落内の広場での踊りとする事が多い。

## 地域
鹿児島、沖縄両県の中でも旧盆の踊りを八月踊りと呼ぶ地域は限られている。また、同じ名称でも踊りや行事の内容は地域によって大きく異なる。
- 鹿児島県
  - 大隅半島 ‐ 肝属川流域の一部[1][2][3]
  - トカラ列島の一部[4]
  - 奄美群島
    - 奄美大島、加計呂麻島、与路島、請島 ‐ 全域
    - 喜界島 ‐ 全域
    - 徳之島 ‐ 集落によって「夏目踊り」、「浜踊り」、「七月踊り」など様々な名称で呼ばれる[5]。
- 沖縄県
  - 沖縄本島
    - 名護市屋部[6]

  - 宮古諸島
    - 多良間島[7]

## 概要
以下、鹿児島県奄美大島の八月踊について述べる。
奄美大島では毎年旧暦8月に考祖祭という祭りが催され、新米で赤飯を炊き、神前に供え、五穀豊穣を祈り、感謝の気持ちを捧げる。
この祭りは8月に3回行なわれ、第1回は新節（あらせつ）といって第1の丙の日に行なわれ、第2回は柴挿（しばさし）といって第1回から9日目の甲の日に行なわれ、第3回は嫩芽（どんが）といって8月の後の甲子の日に行なわれる。
これを三（み）八月という。
甲子の日はネコ（猫）が子を産む日であるともいわれ、多産を意味する。
この日は老若男女が列を作って各家を回り、庭に円陣を作って、中央に篝火を焚き、歌を歌い、太鼓を打ち鳴らし、足並みを揃え、手踊りをする。
このとき「この殿内（とのち）、御庭、庭広さやしが、御庭片端に、祝て上（お）せろ」と歌う。
また、嫩芽の前に子供らは木と藁で小屋を作り、それぞれ田の神に白酒を捧げる。
これを「しちやがま」（節小屋）という。
祭りでは屋根の上に登り、白酒を口に含み、3回吹き出して、祓いをする。
祭りが終わると、屋根の上に登って揺り崩す。
さらに八月十五夜は盛装して会食し、月の出を待って手踊り、相撲、綱引きなどをして、夜明かしをして、翌朝、帰宅する。
- 参考文献　坂口徳太郎『奄美大島史』